# Boumehras
 (octobre 2010).
Si vous disposez d'ouvrages ou d'articles de référence ou si vous connaissez des sites web de qualité traitant du thème abordé ici, merci de compléter l'article en donnant les références utiles à sa vérifiabilité et en les liant à la section « Notes et références ».
Le boumehras est un plat traditionnel de Bou Saâda (Algérie), qui se cuisine rapidement et qui est consommé froid.
À base de pain sec, de tomate, de piment vert, d'ail et de sel pilés dans un mortier en bois (mehras), d'où se retire l'origine de son nom boumehras.